# Vesicularia crassiramea
Vesicularia crassiramea är en bladmossart som beskrevs av Brotherus 1908. Vesicularia crassiramea ingår i släktet Vesicularia och familjen Hypnaceae. Inga underarter finns listade i Catalogue of Life.